# Юнкерс Ю 87
Вижте пояснителната страница за други значения на Щука.
Ju 87, Юнкерс 87 или Щука (пълно немско име Junkers Ju 87) е германски пикиращ бомбардировач, широко използван от Луфтвафе през Втората световна война, една от емблематичните бойни машини на германския блицкриг.
Всъщност „Щука“ (Stuka) не е името на бомбардировача, а съкращение от немското Sturzkampfflugzeug – „пикиращ бомбардировач“. Въпреки това, при постъпване на въоръжение в Българските военновъздушни сили през Втората световна война на самолета е дадено името „Щука“.

## История
Проектирането на пикиращия бомбардировач Junkers Ju 87 започва през 1933 година.
Първите бойни прояви на този самолет са през Гражданската война в Испания (1936 – 1937 г.) Изпратените 3 броя Ju 87 A и 5 броя Ju 87 B доказват ефективността им при участие във военни операции, свързани с близка въздушна поддръжка на пехотата. В началото на Втората световна война и военните действия срещу Полша и Франция тези самолети се превърнаха в символ на прокламираната от Хитлер светкавична война (Blitzkrieg). В началото на войната срещу СССР, Луфтвафе разполага с около 300 пикиращи бомбардировача Ju 87. Самолетът освен че е страховита военна машина, но въздейства и психически върху вражеските войски, тъй като „Луфтвафе“ поставят върху корпуса на самолета сирена, която при пикиране издава ужасяващ звук, който не можел да се обърка с друг. Така в началото на Втората световна война само при чуването на сирената от „Щуката“ войските на противника изпадали в паника.
През ноември 1941 година производството им е спряно, поради мнението, че това не е оптималния щурмови самолет. Към края на 1943 година бавните Ju-87 стават лесна плячка и вече почти не се използват поради по-високите бойни и летателни качества на изтребителите на противника – Кралските ВВС на Великобритания и ПВО на СССР. Но липсата на нова удачна машина, продължава това производство с модел Ju 87 D – модификация на самолета с по-мощен двигател и с аеродинамични подобрения. Разработени са и модели с мощно въоръжение Ju 87 F и Ju 87 G. Производството на щурмовия самолет окончателно е преустановено през септември 1944 година, като са произведени общо около 5700 броя машини.

### Ju 87 G
Във варианта Ju 87 G самолета се преражда като ловец на танкове през 1943 година. Въоръжен е с две 37 mm оръдия BK 37, които са установени върху гондоли под крилата. Подаването на снарядите към оръдията се осъществява от шестзарядни пълнители а снарядите са с волфрамова сърцевина.
Възможността за полет с ниска скорост, стабилното положение във въздуха и възможността да атакува бронираните цели откъм най-незащитената им от броня страна, способства за огромния успех на тази военна стратегия. Именно на такъв самолет Ju 87 G лети най-известният пилот през Втората световна война – Ханс Улрих Рудел (който е и най-високо награденият военнослужещ в Нацистка Германия наред с Ерих Хартман). Рудел унищожава със своя самолет 519 съветски танка.

## Конструкция
Ju 87 е пикиращ бомбардировач. Модификациите G и D са щурмови самолети за борба с танкове. Ju 87 е целометалически, едномоторен, двуместен свободноносещ моноплан, нископлощник.

- Крилото е с трапецовидна форма в план и е с конструкция „обратна чайка“. Съоръжено е с автоматични въздушни спирачки, обезпечаващи излизането на самолета от пикиране дори при загуба на съзнание на пилота вследствие претоварване.
- Фюзелажът е полумонокок с овално сечение. Кабината е с добър обзор за пилота и стрелеца-радист.
- Колесникът и опашното колело са непребираеми. Въпреки че колесникът е съоръжен с обтекател, това влошава аеродинамичните качества на самолета и лети с ниска скорост, но с това е пригоден да излита от импровизирани летища, близо до линията на фронта.
- Двигателите използвани в Ju 87 са 12 цилиндрови, V-образни с водно охлаждане и непосредствено впръскване на горивото.

- Junkers Jumo 210 D с мощност 720 hp (за модификация Ju 87A)

- Junkers Jumo 211 Da с мощност 1200 hp (за модификация Ju 87 B)

- Junkers Jumo 211 J с мощност 1410 hp (за модификация D и G)

- Винтът на самолетите е дървен, трилопатен с изменяема стъпка. Въведена е автоматична промяна на стъпката му при излизане от пикиране.
- Въоръжение – слабо отбранително въоръжение. Монтирани са две неподвижни 7,92 mm картечници MG 17 в крилата и за защита на опашката MG 15. В последващите модели кабината на стрелеца е оборудвана със сдвоена картечница MG 81Z, а пилота разполага с две 20 mm оръдия MG 151/20 или две 37 mm оръдия тип ВК 37 (Bordcanon). Под всяко крило има по шест държатели, носещи бомби от 50 до 250 kg.
- Броня – защитени са седалките на пилота и стрелеца-радист. Брони са поставени напречно и надлъжно на фюзелажа за защита на кабината на екипажа. Бронирани са и жизненоважни елементи от конструкцията – резервоарите за гориво, радиаторите за охлаждане на масло и вода.
- Оборудване – притежава модерно оборудване за нощни полети, прицел за стрелба и бомбардиране, приемно – предавателна радиостанция.

## Ju 87 в Българските въздушни войски
За замяна на използваните български самолети КБ 11 „Фазан“, Въздушните на Негово Величество войски са получили на въоръжение пикиращи бомбардировачи и щурмови самолети от Германия както следва:
- Junkers Ju 87 R-2 „Щука“ – двуместен едномоторен пикиращ бомбардировач с двигател Junkers Jumo 211 DA, 12 цилиндров, V-образен с водно охлаждане и мощност 882 kw/1200 hp. Самолетът е вариант на Ju 87 B, но с увеличена далечина на полета поради възможността да се поставят два допълнителни резервоара по 300 литра гориво под крилата. Предназначени са за военни действия в района на Средиземно море. В Българските въздушни войски са получени 12 самолета през 1942 година.

Въоръжение – две неподвижни 7,92 mm картечници MG 17 в крилото и MG 15 за защита на опашката. Бомбен товар 800 kg.
- Junkers Ju 87 D-5 „Щука“ – двуместен едномоторен пикиращ бомбардировач. Двигател Junkers Jumo 211 J-1, 12 цилиндров, V-образен с водно охлаждане и мощност 1044 kw/1420 hp. В този самолет са внесени съществени промени за повишаване на боеспособността му – увеличена разпереност, подобрена аеродинамика, по-мощен мотор, подобрена бронева защита и усилено въоръжение. В Българските въздушни войски са получени 40 самолета през 1944 година.

Въоръжение – две неподвижни 20 mm оръдия MG 151/20 в крилото и двойна 7,92 mm картечница MG 81Z за защита на опашката. Под крилото е възможно окачването на контейнер с оръдия MG 151/20 или две бомби. Максимален бомбен товар 1250 kg. Може при намалено количество гориво да носи 1800 kg бомба за атака срещу кораби или наземни укрепени железобетонни военни съоръжения.

## Технически характеристики на Junkers Ju 87 R-2
- Екипаж – 2
- Дължина – 11 m, (11,52 m за Ju 87 D-5)
- Височина 3,80 m, (3,84 m за Ju 87 D-5)
- Разпереност – 13,80 m, (15 m за Ju 87 D-5)
- Носеща площ – 32,00 m2, (31,90 m2 за Ju 87 D-5)
- Маса, празен – 3160 kg, (от 3730 kg 3870 kg за Ju 87 D-5)
- Маса, стартова – от 4500 kg до 5605 kg, (от 5750 kg до 6600 kg за Ju 87 D-5)
- Скорост, максимална – 330 km/h, (410 km/h за Ju 87 D-5)
- Скорост, крейсерска – 285 km/h, (340 km/h за Ju 87 D-5)
- Таван – 8100 m (от 7350 m до 8100 m за Ju 87 D-5)
- Далечина на полета – 1255 km, (830 km за Ju 87 D-5).